# Royal Cercle sportif La Forestoise
Maillots
Dernière mise à jour : 21 juin 2012.
Le Royal Cercle sportif La Forestoise est un ancien club de football belge basé à Forest, dans la banlieue bruxelloise. Le club est fondé en 1909, et reçoit le matricule 51 en 1926. Après avoir disputé 64 saisons dans les séries nationales, dont 5 en première division, il disparaît en 1996, absorbé dans une fusion avec Uccle-Léopold.

## Histoire

### Début et première montée au plus haut niveau
Le Cercle sportif La Forestoise est créé le 20 mai 1909, et s'affilie à l'UBSSA le 24 août 1911. Le club atteint la Promotion, alors deuxième et dernière division nationale, en 1921. L'expérience ne dure qu'un an pour le club, relégué directement vers les compétitions régionales. Il revient en nationales en 1923, et obtient de meilleurs résultats. Au terme de sa première saison, il finit à égalité de points à la première place avec le White Star Woluwe AC. Un test-match est organisé pour départager les deux équipes dont les deux manches sont remportées par le White Star, déclaré champion et promu en Division d'Honneur. Le club de Forest doit ensuite disputer le barrage des deuxième face au FC malinois. Il s'incline à nouveau lors des deux manches et rate donc la montée.
En 1926, il finit deuxième, ex aequo avec le FC Turnhout, qu'il écarte lors d'un test-match. Dans le barrage des deuxièmes, il l'emporte face au FC Boom, et accède ainsi pour la première fois de son histoire à la Division d'Honneur. En décembre, il reçoit le matricule 51 de la part de l'Union belge. Le séjour du club au plus haut niveau ne dure qu'un an, relégué à la suite de sa dernière place en fin de saison.

### Long séjour au deuxième niveau et remontée parmi l'élite
Après sa relégation, le CS La Forestoise se stabilise dans la première moitié du classement, obtenant notamment une troisième place en 1930. Durant les années 1930, le club recule au classement et doit parfois lutter pour son maintien. Le 27 juillet 1935, il est reconnu « Société royale » et prend le nom de Royal Cercle sportif La Forestoise. Le club réalise de meilleurs résultats à la fin de la décennie mais est coupé dans son élan par le déclenchement de la Seconde Guerre mondiale.
Les compétitions sont arrêtées de 1939 à 1941. Le RCS La Forestoise profite de la reprise du championnat pour décrocher son premier (et unique) titre de Division 1 en 1942, ce qui lui permet de remonter en Division d'Honneur. Le club lutte chaque saison pour son maintien et obtient son meilleur classement en 1944 avec une dixième place, avant une nouvelle interruption d'un an à cause de la guerre.
Après le conflit, l'URBSFA annule toutes les relégations subies pendant les trois « championnats de guerre », ce qui augmente le nombre d'équipes présentes dans chaque série. Le club joue encore deux saisons au plus haut niveau mais ne peut éviter la relégation en 1947, année de la régularisation des séries nationales, limitées désormais à seize clubs. Deux ans plus tard, il subit une nouvelle relégation, et se retrouve pour la première fois en Promotion, le troisième niveau national. Il ne remontera plus jamais dans les deux plus hautes divisions.

### Quatre décennies entre la Division 3 et la Promotion
Après sa relégation, le club lutte pour le titre, synonyme de remontée directe au niveau supérieur. Il termine vice-champion pour ses deux premières saisons, respectivement à un point de la première place en 1950 et à trois points en 1951. Au terme de la saison suivante, la fédération décide d'une nouvelle réorganisation des divisions nationales, menant à la création d'un quatrième niveau national et la réduction de moitié du nombre de séries aux deuxième et troisième niveaux. À la suite de cela et malgré sa septième place, le club doit descendre vers ce nouveau quatrième niveau, qui hérite du nom de Promotion.
Le club bruxellois parvient à remporter le titre dans sa série dès sa première saison, et remonte en Division 3. Après deux saisons moyennes, il se hisse sur la troisième marche du podium en 1956, à trois points du champion le Patro Eisden. Le club ne confirme pas les années suivantes et finit dernier en 1959, une place qui le condamne à la relégation. Cette fois, le club n'a pas les moyens de viser le titre, et après plusieurs saisons à assurer son maintien parfois de peu, il ne peut éviter la relégation en 1965. Le club est renvoyé vers les séries provinciales pour la première fois depuis 39 saisons.
Le RCS La Forestoise remonte en Promotion en 1967, et remporte un nouveau titre dans la foulée lui ouvrant les portes de la Division 3. Il parvient à s'y maintenir avec plus ou moins de difficultés durant cinq saisons, sans jamais se classer au-dessus de la dixième place. En 1974, il finit dernier dans sa série et redescend en Promotion. Un an plus tard, il termine à la même position et subit une seconde relégation consécutive, qui le renvoie en première provinciale.
Le club revient en nationales douze mois plus tard et échoue à la deuxième place de sa série, à neuf points du KRC Harelbeke. La saison suivante, il remporte son troisième et dernier titre de Promotion et retrouve la troisième division. Après une bonne saison conclue à la sixième place, le club régresse, et finit par être relégué en 1981. Il ne remontera plus jamais en Division 3. Le club alterne ensuite les bonnes et les mauvaises saisons, luttant tantôt pour le titre, tantôt pour son maintien. En 1992, le club termine à la dernière place et quitte définitivement les divisions nationales.

### Dernières saisons en provinciales et disparition
Après cette nouvelle relégation, le club n'a plus les moyens de remonter en Promotion. Il joue encore quatre saisons dans les séries provinciales bruxelloises. En 1996, des pourparlers de fusion avec Uccle-Léopold aboutissent. Le club de Forest est absorbé par son voisin pour former le Royal Uccle-Forestoise-Léopold Football Club, qui conserve le matricule 5 du « Léo », le matricule 51 de Forest étant radié par la Fédération.
La section d'athlétisme du RCS La Forestoise, fondée en 1946, existe toujours.

## Résultats dans les divisions nationales
Statistiques clôturées, club disparu

### Palmarès
- 1 fois champion de Belgique de D2 en 1942.
- 3 fois champion de Belgique de Promotion en 1953, 1968 et 1978.

### Bilan
| Niv | Divisions     | Jouées | Titres | TM Up | TM Down |
| --- | ------------- | ------ | ------ | ----- | ------- |
| I   | 1re nationale | 5      | 0      |       |         |
| II  | 2e nationale  | 19     | 1      | 2     |         |
| III | 3e nationale  | 18     | 0      |       |         |
| IV  | 4e nationale  | 22     | 3      |       |         |
| V   | 5e nationale  | 0      | 0      |       |         |
|     |               |        |        |       |         |
|     | TOTAUX        | 64     | 4      | 2     | 0       |

- TM Up : test-match pour départager des égalités, ou toutes formes de Barrages ou de Tour final pour une montée éventuelle.
- TM Down : test-match pour départager des égalités, ou toutes formes de Barrages ou de Tour final pour le maintien.

### Classements saison par saison
| Ordre               | Saison  | Nom du club                                                                | Niveau                                                                     | Classement final                                                           | Remarques                                                                  |
| ------------------- | ------- | -------------------------------------------------------------------------- | -------------------------------------------------------------------------- | -------------------------------------------------------------------------- | -------------------------------------------------------------------------- |
| 1                   | 1921-22 | CS La Forestoise                                                           | Promotion (D2)                                                             | 11e/14                                                                     | Relégué!                                                                   |
| séries régionales   |         |                                                                            |                                                                            |                                                                            |                                                                            |
| 2                   | 1923-24 | CS La Forestoise                                                           | Promotion (D2) série B                                                     | 2e/14                                                                      | Test-matches puis barrages                                                 |
| 3                   | 1924-25 | CS La Forestoise                                                           | Promotion (D2) série B                                                     | 5e/14                                                                      |                                                                            |
| 4                   | 1925-26 | CS La Forestoise                                                           | Promotion (D2) série A                                                     | 2e/14                                                                      | Promu après test-match et barrages                                         |
| 5                   | 1926-27 | CS La Forestoise                                                           | Division d'Honneur                                                         | 14e/14                                                                     | Relégué!                                                                   |
| 6                   | 1927-28 | CS La Forestoise                                                           | Division 1 (D2)                                                            | 6e/14                                                                      |                                                                            |
| 7                   | 1928-29 | CS La Forestoise                                                           | Division 1 (D2)                                                            | 6e/14                                                                      |                                                                            |
| 8                   | 1929-30 | CS La Forestoise                                                           | Division 1 (D2)                                                            | 3e/14                                                                      |                                                                            |
| 9                   | 1930-31 | CS La Forestoise                                                           | Division 1 (D2)                                                            | 6e/14                                                                      |                                                                            |
| 10                  | 1931-32 | CS La Forestoise                                                           | Division 1 (D2) série A                                                    | 9e/14                                                                      |                                                                            |
| 11                  | 1932-33 | CS La Forestoise                                                           | Division 1 (D2) série A                                                    | 12e/14                                                                     |                                                                            |
| 12                  | 1933-34 | CS La Forestoise                                                           | Division 1 (D2) série A                                                    | 11e/14                                                                     |                                                                            |
| 13                  | 1934-35 | CS La Forestoise                                                           | Division 1 (D2) série A                                                    | 8e/14                                                                      |                                                                            |
| 14                  | 1935-36 | R. CS La Forestoise                                                        | Division 1 (D2) série A                                                    | 8e/14                                                                      |                                                                            |
| 15                  | 1936-37 | R. CS La Forestoise                                                        | Division 1 (D2) série B                                                    | 10e/14                                                                     |                                                                            |
| 16                  | 1937-38 | R. CS La Forestoise                                                        | Division 1 (D2) série A                                                    | 12e/14                                                                     |                                                                            |
| 17                  | 1938-39 | R. CS La Forestoise                                                        | Division 1 (D2) série A                                                    | 6e/14                                                                      |                                                                            |
| XX                  | 1939-40 | Compétitions arrêtées                                                      | Compétitions arrêtées                                                      | Compétitions arrêtées                                                      | Compétitions arrêtées                                                      |
| XX                  | 1940-41 | Compétitions régionales                                                    | Compétitions régionales                                                    | Compétitions régionales                                                    | Compétitions régionales                                                    |
| 18                  | 1941-42 | R. CS La Forestoise                                                        | Division 1 (D2) série A                                                    | 1er/14                                                                     | Champion et promu!                                                         |
| 19                  | 1942-43 | R. CS La Forestoise                                                        | Division d'Honneur                                                         | 14e/16                                                                     |                                                                            |
| 20                  | 1943-44 | R. CS La Forestoise                                                        | Division d'Honneur                                                         | 10e/14                                                                     |                                                                            |
| XX                  | 1944-45 | Compétitions arrêtées                                                      | Compétitions arrêtées                                                      | Compétitions arrêtées                                                      | Compétitions arrêtées                                                      |
| 21                  | 1945-46 | R. CS La Forestoise                                                        | Division d'Honneur                                                         | 12e/19                                                                     |                                                                            |
| 22                  | 1946-47 | R. CS La Forestoise                                                        | Division d'Honneur                                                         | 15e/19                                                                     | Relégué!                                                                   |
| 23                  | 1947-48 | R. CS La Forestoise                                                        | Division 1 (D2) série B                                                    | 13e/16                                                                     |                                                                            |
| 24                  | 1948-49 | R. CS La Forestoise                                                        | Division 1 (D2) série A                                                    | 15e/16                                                                     | Relégué!                                                                   |
| 25                  | 1949-50 | R. CS La Forestoise                                                        | Promotion (D3) série C                                                     | 2e/16                                                                      | [ saisons 4 ]                                                              |
| 26                  | 1950-51 | R. CS La Forestoise                                                        | Promotion (D3) série A                                                     | 2e/16                                                                      | [ saisons 5 ]                                                              |
| 27                  | 1951-52 | R. CS La Forestoise                                                        | Promotion (D3) série A                                                     | 7e/16                                                                      | Relégué!                                                                   |
| 28                  | 1952-53 | R. CS La Forestoise                                                        | Promotion série B                                                          | 1er/16                                                                     | Champion et promu!                                                         |
| 29                  | 1953-54 | R. CS La Forestoise                                                        | Division 3 série B                                                         | 13e/16                                                                     |                                                                            |
| 30                  | 1954-55 | R. CS La Forestoise                                                        | Division 3 série B                                                         | 10e/16                                                                     |                                                                            |
| 31                  | 1955-56 | R. CS La Forestoise                                                        | Division 3 série B                                                         | 3e/16                                                                      |                                                                            |
| 32                  | 1956-57 | R. CS La Forestoise                                                        | Division 3 série B                                                         | 9e/16                                                                      |                                                                            |
| 33                  | 1957-58 | R. CS La Forestoise                                                        | Division 3 série A                                                         | 13e/16                                                                     |                                                                            |
| 34                  | 1958-59 | R. CS La Forestoise                                                        | Division 3 série A                                                         | 16e/16                                                                     | Relégué!                                                                   |
| 35                  | 1959-60 | R. CS La Forestoise                                                        | Promotion série A                                                          | 13e/16                                                                     |                                                                            |
| 36                  | 1960-61 | R. CS La Forestoise                                                        | Promotion série B                                                          | 12e/16                                                                     |                                                                            |
| 37                  | 1961-62 | R. CS La Forestoise                                                        | Promotion série A                                                          | 13e/16                                                                     |                                                                            |
| 38                  | 1962-63 | R. CS La Forestoise                                                        | Promotion série B                                                          | 11e/16                                                                     |                                                                            |
| 39                  | 1963-64 | R. CS La Forestoise                                                        | Promotion série D                                                          | 9e/16                                                                      |                                                                            |
| 40                  | 1964-65 | R. CS La Forestoise                                                        | Promotion série D                                                          | 14e/16                                                                     | Relégué!                                                                   |
| séries provinciales |         |                                                                            |                                                                            |                                                                            |                                                                            |
| 41                  | 1967-68 | R. CS La Forestoise                                                        | Promotion série C                                                          | 1er/16                                                                     | Champion et promu!                                                         |
| 42                  | 1968-69 | R. CS La Forestoise                                                        | Division 3 série B                                                         | 10e/16                                                                     |                                                                            |
| 43                  | 1969-70 | R. CS La Forestoise                                                        | Division 3 série A                                                         | 10e/16                                                                     |                                                                            |
| 44                  | 1970-71 | R. CS La Forestoise                                                        | Division 3 série B                                                         | 13e/16                                                                     |                                                                            |
| 45                  | 1971-72 | R. CS La Forestoise                                                        | Division 3 série A                                                         | 12e/16                                                                     |                                                                            |
| 46                  | 1972-73 | R. CS La Forestoise                                                        | Division 3 série B                                                         | 11e/16                                                                     |                                                                            |
| 47                  | 1973-74 | R. CS La Forestoise                                                        | Division 3 série B                                                         | 16e/16                                                                     | Relégué!                                                                   |
| 48                  | 1974-75 | R. CS La Forestoise                                                        | Promotion série D                                                          | 16e/16                                                                     | Relégué!                                                                   |
| séries provinciales |         |                                                                            |                                                                            |                                                                            |                                                                            |
| 49                  | 1976-77 | R. CS La Forestoise                                                        | Promotion série A                                                          | 2e/16                                                                      | [ saisons 7 ]                                                              |
| 50                  | 1977-78 | R. CS La Forestoise                                                        | Promotion série D                                                          | 1er/16                                                                     | Champion et promu!                                                         |
| 51                  | 1978-79 | R. CS La Forestoise                                                        | Division 3 série A                                                         | 6e/16                                                                      |                                                                            |
| 52                  | 1979-80 | R. CS La Forestoise                                                        | Division 3 série B                                                         | 12e/16                                                                     |                                                                            |
| 53                  | 1980-81 | R. CS La Forestoise                                                        | Division 3 série A                                                         | 16e/16                                                                     | Relégué!                                                                   |
| 54                  | 1981-82 | R. CS La Forestoise                                                        | Promotion série B                                                          | 3e/16                                                                      |                                                                            |
| 55                  | 1982-83 | R. CS La Forestoise                                                        | Promotion série B                                                          | 4e/16                                                                      |                                                                            |
| 56                  | 1983-84 | R. CS La Forestoise                                                        | Promotion série B                                                          | 13e/16                                                                     |                                                                            |
| 57                  | 1984-85 | R. CS La Forestoise                                                        | Promotion série A                                                          | 13e/16                                                                     |                                                                            |
| 58                  | 1985-86 | R. CS La Forestoise                                                        | Promotion série C                                                          | 3e/16                                                                      |                                                                            |
| 59                  | 1986-87 | R. CS La Forestoise                                                        | Promotion série B                                                          | 4e/16                                                                      |                                                                            |
| 60                  | 1987-88 | R. CS La Forestoise                                                        | Promotion série B                                                          | 12e/16                                                                     |                                                                            |
| 61                  | 1988-89 | R. CS La Forestoise                                                        | Promotion série B                                                          | 9e/16                                                                      |                                                                            |
| 62                  | 1989-90 | R. CS La Forestoise                                                        | Promotion série B                                                          | 11e/16                                                                     |                                                                            |
| 63                  | 1990-91 | R. CS La Forestoise                                                        | Promotion série C                                                          | 12e/16                                                                     |                                                                            |
| 64                  | 1991-92 | R. CS La Forestoise                                                        | Promotion série B                                                          | 16e/16                                                                     | Relégué!                                                                   |
| séries provinciales |         |                                                                            |                                                                            |                                                                            |                                                                            |
| XX                  | 1996    | Fusion avec le R. Uccle-Léopold FC, le matricule 51 est radié par l'URBSFA | Fusion avec le R. Uccle-Léopold FC, le matricule 51 est radié par l'URBSFA | Fusion avec le R. Uccle-Léopold FC, le matricule 51 est radié par l'URBSFA | Fusion avec le R. Uccle-Léopold FC, le matricule 51 est radié par l'URBSFA |

## Anciens joueurs connus
- Raymond Braine, 54 fois international belge, plusieurs fois champion et meilleur buteur des championnats belge et tchécoslovaque, termine sa carrière à Forest lors de la saison 1943-1944[3].
- Florent Lambrechts, champion de Belgique en 1929 et 1931[4], le meilleur buteur du championnat de Belgique en 1936 avec 36 buts